# Santa Cruz de Marchena
Santa Cruz de Marchena község Spanyolországban, Almería tartományban. Lakosainak száma 245 fő (2024).

## Földrajza
Santa Cruz de Marchena Alsodux, Bentarique, Íllar, Alboloduy, Gérgal és Santa Fe de Mondújar községekkel határos.

## Népesség
A település lakosságának változását az alábbi diagram mutatja:
| Lakosok száma | 209  | 204  | 245  | 232  | 240  | 216  | 241  | 208  | 203  | 245  |
|               | 2001 | 2004 | 2006 | 2009 | 2011 | 2014 | 2016 | 2019 | 2021 | 2024 |